# دنيس ديدرو
دنیس دیدرو (بالفرنسية: Denis Diderot) ولد في 5 أكتوبر 1713 في مدينة لانجر، وتوفي في 31 يوليو 1784 بباريس.
هو فيلسوف فرنسي وكاتب وموسوعي.
هو أيضا كاتب مسرحي وكاتب مقالة وفني.
والده حرفي. برز بإشرافه على إصدار موسوعة الفنون والعلوم والحرف وبتحرير العديد من فصولها وبكونه أول رئيس تحرير لها.
هو من قادة حركة التنوير.
في بداية مساره، درس ديدرو الفلسفة في كلية اليسوعيين، ثم ارتأى العمل رجلًا للدين في الكنيسة قبل دراسة القانون لمدة وجيزة. تبرأ والده منه عندما قرر أن يصبح كاتبًا في عام 1734. عاش حياةً بوهيمية طيلة العقد التالي. كتب العديد من أعماله الأكثر شهرة في أربعينيات القرن الثامن عشر في مجالي الخيال الروائي والواقعي، ومن ضمنها رواية الحلي الظاهرة.
في عام 1751، شارك ديدرو في إنشاء موسوعة إنسيكلوبيدي مع لورن دالمبير. وكانت أول موسوعة تضم مساهمات العديد من الكُتاب المذكورين، والأولى في وصف الفنون الميكانيكية. أثار أسلوبها العلماني والذي اشتمل على مقالات مشككة حول معجزات المسيح غضب السلطات الدينية والحكومية⸵
في عام 1758، حظرت الكنيسة الكاثوليكية الموسوعة، وحظرتها الحكومة الفرنسية أيضًا في عام 1759، إلا أن هذا الحظر لم يُنَفذ بشدة.
غادر العديد من المساهمين الأولين المشروع بسبب قضاياها المثيرة للجدل، بل أن بعضهم سُجن. وغادر دالمبير المشروع في عام 1759، تاركًا ديدرو المحرر الوحيد للموسوعة.
أصبح ديدرو المساهم الرئيسي، وكتب بنفسه نحو 7000 مقالة. تابع العمل في المشروع حتى عام 1765. وبحلول نهاية ضلوعه فيه كان يائسًا بشكل متزايد من الموسوعة، وشعر بأن المشروع بأكمله كان مضيعةً للوقت. رغم ذلك، تُعتبر موسوعة إنسيكلوبيدي من محفزات الثورة الفرنسية.
عانى ديدرو ماليًا خلال معظم مسيرته المهنية، وحصل على تقدير رسمي ضئيل جدًا لجدارته، ومن ضمنها تجاهل عضويته لأكاديمية اللغة الفرنسية. تحسن وضعه المادي بشكل كبير في عام 1766، حين دفعت له الإمبراطورة الروسية كاثرين الثانية 50,000 فرنك عندما علمت بمصاعبه المالية ليعمل أمين مكتبة لديها.
بقي في منصبه هذا لبقية حياته، وقضى بضعة أشهر في محكمة سانت بطرسبرغ بين عامي 1773 و1774.
استندت سمعة ديدرو الأدبية بشكل أساسي على مسرحياته ومساهماته في الموسوعة، إذ نُشرت العديد من أعماله بعد وفاته فقط، ومن ضمنها جاك القدري، وابن شقيق رامو، ومفارقة حول الممثل، وحلم دالمبير.

## النشأة
وُلد دنيس ديدرو في لانجر في مقاطعة شامبانيا. أبوه هو السكاكيني ديدييه ديدرو (1685– 1759)، وأمه هي أنجليك فينيون (1677– 1748).
كان من بين أربعة أبناء الذين بقوا على قيد الحياة حتى سن الرشد من أصل خمسة، دنيس ديردو (1715– 1797) والأخ الأصغر بير ديدييه ديردو (1722–1787) وأختهم أنجليك ديردو (1720– 1749).
وفقًا لآرثر مكاندليس، احترم دنيس أخته، وكان يشير لها في بعض الأحيان على أنها «سقراط الأنثى».
بدأ ديدرو تعليمه الرسمي في كلية اليسوعيين في لانجر، وحصل على درجة ماجستير الآداب في الفلسفة في عام 1732. ثم التحق بكلية هاركورت في جامعة باريس. تخلى عن فكرة العمل رجلَ دين في عام 1735، وبدلًا من ذلك قرر الدراسة في كلية باريس للقانون.
كانت دراسته للقانون قصيرة الأمد، إلا أنه قرر في بداية سبعينيات القرن الثامن عشر أن يصبح كاتبًا ومترجمًا.
تبرأ والده منه بسبب رفضه دخول واحدة من المهن المتعلَّمة، وعاش حياةً بوهيمية لعشر أعوام متتالية.
في عام 1742، صادق جان جاك روسو، والذي التقى به أثناء مشاهدة ألعاب الشطرنج وشرب القهوة في مقهى لاريغونس. في عام 1743، زاد نفور والده منه بسبب زواجه من أنطوانيت شامبيون (1710–1796)، وهي كاثوليكية رومانية متدينة. اعتُبر القران غير لائق بسبب مكانة شامبيون الاجتماعية المنخفضة، وتدني مستوى تعليمها، وفقدها لوالدها، وافتقارها للمهر الذي تهديه الزوجة لزوجها.
كانت أكبر من ديدرو بنحو ثلاثة أعوام. في أكتوبر 1743، أثمر هذا الزواج عن طفل واحد، فتاة سُميت أنجليك تيمنًا بوالدة ديدرو وأخته المتوفيتين. وكان لوفاة أخته، الراهبة في ديرها، أثرًا على رأي ديدرو بالدين. افتُرض بأنها كانت إلهامًا لروايته الراهبة، والتي يصف فيها امرأةً أُرغمت على دخول الدير حيث عانت على أيدي راهبات أخريات في المجتمع.
كان لديدرو علاقات غرامية مع كل من الآنسة بابوتي (التي كانت ستتزوج من غريزو)، ومادلين دي بويزيو وصوفي فولاند والسيدة دي موكس. اشتهرت رسائله إلى صوفي فولاند بصدقها وتُعتبر «من الكنوز الأدبية للقرن الثامن عشر».

## سجنه فإطلاق سراحه
عندما سُجن ديدرو في ضواحي مدينة باريس، سُمح له أن يحتفظ بنسخة من كتاب كان يملكه، هو الفردوس المفقود. قرأه أثناء سجنه.
كتب ديدرو إلى حاكم فانسين حيث كان مسجونا ما يلي:
أعترفُ بأن كتب الأفكار والحلي ورسالة حول العمي كانوا فجورات صدرْن من عقلي وأنهن فررْن مني. أستطيع...أن أعدك على شرفي (ولدي شرفٌ)، أنهن سيكن آخر ما أكتب، وأني لم أكتب غيرهن...

## أعماله
اشتملت أعمال ديدرو المبكرة على ترجمة كتاب تاريخ اليونان لتيمبل ستانيان (1743)⸵ مع زميليه، فرانسوا فينسينت توسان ومارك أنتوان إيدوس. أنتج ترجمةً لكتاب روبرت جيمس المعجم الطبي (1746– 1748). وفي عام 1745، نشر ترجمة كتاب تحقيق بشأن الفضيلة والجدارة لأنتوني كوبر، والتي أضاف عليها «التصورات» الخاصة به.

### الأفكار الفلسفية
في عام 1746، كتب ديدرو أول أعماله الأصلية: الأفكار الفلسفية.
يجادل ديدرو في هذا الكتاب عن توفيق العقل والشعور لخلق الانسجام. وفقًا لديدرو، فإن غياب الشعور يولد آثارًا ضارة بالفضيلة، وعدم القدرة على خلق عمل رفيع القدر. ومع ذلك، بما أن الشعور دون انضباط قد يكون مدمرًا، فإن العقل ضروري للتحكم بالمشاعر.
كان ديدرو ربوبيًا في الوقت الذي كتب فيه هذا الكتاب. وبالتالي احتوى كتابه على دفاع عن الربوبية، وبعض الحجج المقامة ضد الإلحاد. يحتوي الكتاب أيضًا على انتقاد للمسيحية.

### مسير المشككين
في عام 1747، كتب ديدرو مسير المشككين والذي تحدث عن حوار بين ربوبي وملحد وتوحيدي حول طبيعة الألوهية. يعطي الربوبي الحجة من التصميم. ويقول الملحد بأن تفسير الكون يكون أفضل بالفيزياء والكيمياء والمادة والحركة. ويقول التوحيدي بأن الوحدة الكونية للعقل والمادة، واللذان يتشاركان بشكل أبدي ويضمان الكون، وهو الله. بقي هذا العمل دون نشر حتى عام 1830. وذلك إما بسبب مصادرة الشرطة المحلية للمخطوطة –بعد تحذير القساوسة لهم من هجوم آخر على المسيحية أو إجبار السلطات ديدرو بالتعهد بعدم نشر هذا العمل، وفقًا لروايات مختلفة لما حدث.

### الحلي الظاهرة
في عام 1748، احتاج ديدرو لجمع المال في غضون فترة قصيرة. وكان أصبح والدًا لأطفال زوجته، وكانت عشيقته السيدة دي موكس تطالبه باحتياجات مالية. في ذلك الوقت، صرح ديدرو للسيدة دي موكس بأن كتابة رواية يُعتبر أمرًا هينًا، وعندئذٍ تحدته بأن يكتب رواية. وردًا منه على ذلك، كتب ديدرو روايته الحلي الزائفة. يتحدث الكتاب عن خاتم السلطان السحري والذي يغري أي امرأة للاعتراف بتجاربهن الجنسية عندما يصوَّب الخاتم نحوهن. وبالمجمل، صُوب الخاتم على ثلاثين امرأة مختلفة -عادةً أثناء عشاء أو لقاء اجتماعي- بينما كان السلطان مرئيًا لجميع النساء. على الرغم من خاصية الخاتم الإضافية بجعل مالكه خفيًا عندما يريد ذلك، سجلت بعض التجارب الجنسية المسرودة عبر الملاحظة المباشرة حيث يجعل السلطان نفسه خفيًا وينقل ذاته إلى تجربة المرأة مباشرة.
إضافةً إلى الجرأة، يحتوي الكتاب على العديد من الانغماس في الفلسفة والموسيقا والآداب. في أحد انغماسات الفلسفة، يحلم السلطان بأنه يرى طفلًا يُدعى «تجربة» يزداد حجمًا وقوةً إلى أن يهدم معبدًا أثريًا يُدعى «فرضية». أُثبت أن الكتاب كان مربحًا لديدرو بالرغم من بيعه بالخفاء. وكان أكثر أعمال ديدرو انتشارًا.
يُرى بأن الكتاب يُعد محاكيًا لرواية الأريكة.

### الأعمال العلمية
استمر ديدرو بالكتابة عن العلم بطريقة طائشة طول حياته. وكان ذكريات عن مواضيع مختلفة في الرياضيات (1748) أكثر عمل علمي يفتخر به. ويحتوي هذا العمل على أفكار أصلية حول علم الصوت والجهد و مقاومة الهواء و«مشروع لعضو جسد جديد» والذي قد يمتلكه الجميع. أشادت بعض المنشورات المعاصرة بأعمال ديدرو العلمية مثل مجلة الرجال النبلاء ومجلة العلماء والنشرة اليسوعية مجلة تريفو، ما ألهم أعمالًا مماثلة مثل «في الجزء الذي يخص رجل بالذكاء الذي يبدو ديدرو عليه، والذي يجب علينا ملاحظة أن أسلوبه أنيق ولاذع وغير متكلف بقدر حيويته وعبقريته.»
كتب ديدرو حول وحدة الطبيعة، «دون فكرة الوحدة، فإن الفلسفة لم تعد موجودة،» وكتب «يتغير كل شيء⸵ يمر كل شيء⸵ لا يبقى شيء سوى الوحدة.» كتب عن الطبيعة المؤقتة للجزيئات، ورفض الإتيمولوجيا، وهي فكرة أن الكائنات المجهرية مُشكلة في ارتداد لا نهائي من الجراثيم غير المتغيرة. ونظر إلى المعادن والفصائل كجزء من مجموعة. وكان منبهرًا بثنائية الجنس. كانت المرونة الكونية إجابته حول التجاذب الكوني في نماذج الانتشار الفيزيائي. وكانت وجهة نظره المتعلقة بمرونة الطبيعة منبئة باكتشاف التطور، ولكنها ليست داروينية بدقيق العبارة.

### رسالة حول العمي
كتب ديدرو كتابه رسالة حول العمي من أجل أن يستعملها المبصرون في عام 1749. جعل منه ذلك مفكرا مرموقا. موضوع هذه الرسالة نقاش حول العلاقة بين الفكر والمعرفة التي يُتحصل عليها من خلال الإدراك (الحواس الخمسة).

## ديدرو وكاترين الثانية

### سفره إلى روسيا
عندما علمت كاترين الثانية بحاجة ديدرو إلى المال، دبرت أمرها من أجل شراء تلك المكتبة التي كان يعمل فيها، وعينته مديرا لها وذلك إلى حدود وفاته، بأجر سنوي يقدر بألف فرنك.

سفر ديدرو من باريس إلى سانط بترسبورغ بين عامي 1773 و1774. يبين الخط الأزرق سفر الذهاب من 3 يونيو 1773 حتى 9 أكتوبر 1773، بينما يبين الخط الأحمر سفر الرجوع 5 مارس 1774 إلى 21 أكتوبر 1774.

### عودته إلى فرنسا
انظر إلى ناكاز كاترين الثانية.

## وفاته ودفنه
توفي ديدرو بسبب مرض الانصمام الرئوي في باريس في 31 يوليو 1784. دُفن في كنيسة سانت روش. بعث ورثته مكتبته الكبيرة للإمبراطورة كاثرين الثانية، والتي بدورها أودعتها في المكتبة الوطنية في روسيا. رُفض دفنه مرات عديدة في مقبرة العظماء إلى جانب الشخصيات الفرنسية البارزة. ارتأت الحكومة الفرنسية تخليد ذكراه بهذا المنوال في الذكرى 300 لولادته، ولكن ذلك لم يتحقق.

## تقديره وتأثيره
علق مارمونتيل وهنري ميستر حول سعادتهما البالغة بإجراء محادثة فكرية مع ديدرو. كتب مارمونتيل الزبون الدائم لصالون دي هولباخ الأدبي «سمعت من هناك... تساؤلات ديدرو حول الفلسفة والفن والأدب، وشغل انتباهنا بتعبيره الوفير وفصاحته ومظهره الملهم لمدة زمنية طويلة.» كتب معاصر ديترويت ومنافسه، جان جاك روسو في اعترافاته بأنه بعد بضعة عقود سيحظى ديدرو باحترام الأجيال القادمة بنفس القدر الذي حظي به أفلاطون وأرسطو. في ألمانيا، عبر يوهان غوته وفريدريك شيلر وإفرايم ليسينغ عن إعجابهم بكتابات ديدرو، ويبدي غوته رأيه بكتاب ابن شقيق رامو بأنه «عمل كلاسيكي لرجل متفوق» وبأن «ديدرو هو ديدرو، فردٌ مميز⸵ وأن من ينتقده وعلاقاته الغرامية شخص غير مثقف.»
في القرن اللاحق، أُعجب كل من أونوريه دي بلزاك وديلاكروا وستندال وإميل زولا وأرتور شوبنهاور بديدرو. وفقًا لأوغست كونت، كان ديدرو فكريًا بارزًا في عمر مثير.
وصفه المؤرخ جول ميشليه بأنه «بروميثيوس الحقيقي» وصرح بأن أفكار ديدرو ستدوم طويلًا لتبقى ذات تأثير في المستقبل. واختار ماركس ديردو ليكون «الكاتب النثري المفضل» لديه.

## وصلات خارجية
- دنيس ديدرو على موقع IMDb (الإنجليزية)
- دنيس ديدرو على موقع الموسوعة البريطانية (الإنجليزية)
- دنيس ديدرو على موقع ألو سيني (الفرنسية)
- دنيس ديدرو على موقع ميوزك برينز (الإنجليزية)
- دنيس ديدرو على موقع أول موفي (الإنجليزية)
- دنيس ديدرو على موقع قاعدة بيانات الأفلام السويدية (السويدية)
- دنيس ديدرو على موقع إن إن دي بي (الإنجليزية)
- دنيس ديدرو على موقع ديسكوغز (الإنجليزية)
- دنيس ديدرو على موقع قاعدة بيانات الفيلم (الإنجليزية)
- دنيس ديدرو على موقع كينوبويسك (الروسية)
- إيلاف: ديــدرو أول من قدّم دائرة معارف!